# الحركة المباشرة: إثنوغرافيا
الحركة المباشرة: إثنوغرافيا هي دراسة إثنوغرافية لحركة العدالة العالمية كتبها عالم الأنثروبولوجيا ديفيد جريبر ونشرتها إيه كي بريس في عام 2009.

## الروابط الخارجية
- الموقع الرسمي